# بوبي فورد (لاعب كرة قدم)
بوبي فورد (بالإنجليزية: Bobby Ford)‏ هو لاعب كرة قدم بريطاني في مركز الوسط، ولد في 14 ديسمبر 1949 في إدنبرة في المملكة المتحدة. لعب مع دونفرملين أثلتيك وريث روفرز ونادي دندي ونادي فالكيرك ونادي ليفينغستون ونادي مونتروز لكرة القدم.